# Chlorothraupis stolzmanni
Chlorothraupis stolzmanni е вид птица от семейство Cardinalidae.

## Разпространение
Видът е разпространен в Колумбия и Еквадор.